# Monroe megye (Arkansas)
Monroe megye az Amerikai Egyesült Államokban, azon belül Arkansas államban található. Megyeszékhelye Clarendon, legnagyobb városa Brinkley. Lakosainak száma 6799 fő (2020. április 1.).

## Szomszédos megyék
- Woodruff megye (észak)
- Saint Francis megye (északkelet)
- Lee megye (kelet)
- Phillips megye (kelet)
- Arkansas megye (délnyugat)
- Prairie megye (nyugat)

## Népesség
A megye népességének változása:
| Lakosok száma | 8123 | 8066 | 7854 | 7682 | 7399 | 6799 |
|               | 2010 | 2011 | 2012 | 2013 | 2015 | 2020 |